# Kiss Me
Pour les articles homonymes, voir Kiss Me (homonymie).
Singles de Sixpence None the Richer
There She Goes
(1999)
Kiss Me est une chanson pop rock interprétée par le groupe américain Sixpence None the Richer, écrite et composée par son guitariste Matt Slocum. Elle apparaît sur le troisième album du groupe, Sixpence None the Richer, publié en novembre 1997.
Après une distribution plus large de l'album au début de l'année 1998, elle sort en single aux États-Unis le 11 août 1998 avec un mixage sensiblement différent. Il s'agit du premier single du groupe.
Si la chanson tourne bien en radio, ce n'est toutefois qu'après son utilisation dans la série télévisée Dawson en 1998, puis dans le film Elle est trop bien (She's All That) sorti sur les écrans américains le 29 janvier 1999, qu'elle obtient un vrai succès commercial.
Le single est distribué en Europe et en Océanie par Elektra Records en mai 1999 et le succès devient international. 

## Clips
Un premier clip réalisé en noir et blanc par Steve Taylor en 1998 rend hommage au cinéaste français François Truffaut et son film Jules et Jim (1962), en recréant un grand nombre de scènes classiques du film.
Un deuxième clip, réalisé par Randee St. Nicholas, est diffusé en 1999. Il met en scène le groupe assis sur un banc dans un parc, regardant des scènes du film Elle est trop bien et de la série télévisée Dawson sur une télévision portable ou projetés sur un écran en plein air.
Ces deux œuvres ont bénéficié de nombreuses diffusions, notamment le deuxième clip sur VH1 et MTV, contribuant au succès de la chanson.

## Distinction
En 2000, Kiss Me est sélectionnée aux Grammy Awards dans la catégorie meilleure prestation vocale pop d'un duo ou groupe

## Classements hebdomadaires
| Classement (1998-1999)                     | Meilleure position |
| ------------------------------------------ | ------------------ |
| Allemagne (GfK Entertainment)              | 7                  |
| Australie (ARIA)                           | 1                  |
| Autriche (Ö3 Austria Top 40)               | 7                  |
| Belgique (Flandre Ultratop 50 Singles)     | 7                  |
| Belgique (Wallonie Ultratop 50 Singles)    | 12                 |
| Canada (RPM Top Singles)                   | 1                  |
| États-Unis (Billboard Hot 100)             | 2                  |
| États-Unis (Hot Adult Contemporary Tracks) | 2                  |
| États-Unis (Top 40 Mainstream)             | 1                  |
| France (SNEP)                              | 32                 |
| Irlande (IRMA)                             | 6                  |
| Italie (FIMI)                              | 8                  |
| Norvège (VG-lista)                         | 8                  |
| Nouvelle-Zélande (RMNZ)                    | 4                  |
| Pays-Bas (Single Top 100)                  | 27                 |
| Royaume-Uni (UK Singles Chart)             | 4                  |
| Suède (Sverigetopplistan)                  | 13                 |
| Suisse (Schweizer Hitparade)               | 6                  |

## Certifications
| Pays                    | Certification | Date       | Unités certifiées |
| Australie (ARIA)        | Platine       | 25/06/1999 | 70 000            |
| Belgique (BEA)          | Or            | 01/10/1999 | 25 000            |
| Danemark (IFPI Danmark) | Or            | 12/2023    | 45 000            |
| États-Unis (RIAA)       | 3 × Platine   | 25/07/2024 | 3 000 000         |
| Italie (FIMI)           | Or            | 2021       | 35 000            |
| Nouvelle-Zélande (ARIA) | Or            | 1999       | 5 000             |
| Royaume-Uni (BPI)       | 2 × Platine   | 02/02/2024 | 1 200 000         |

## Reprises
Avril Lavigne, The Fray et New Found Glory ainsi que Natalie Imbruglia ont fait des reprises de cette chanson.